# Game Boy Color
O Game Boy Color (ゲームボーイカラー, Gēmu Bōi Karā) é um console portátil de 8-bits, desenvolvido pela Nintendo e lançado em 21 de outubro de 1998 no Japão e em novembro em outros mercados. É o sucessor do Game Boy.
O portátil possui uma tela colorida em vez de monocromática, mas não é retroiluminada. Ele é um pouco mais espesso e alto, possui uma tela um pouco menor do que o Game Boy Pocket, seu antecessor. Assim como o Game Boy original, ele tem um processador personalizado de 8 bits feito pela Sharp que é considerado um híbrido entre o Intel 8080 e o Zilog Z80. A grafia em inglês americano do nome do sistema, Game Boy Color, permanece consistente em todo o mundo.
O GBC faz parte da quinta geração de consoles de videogame. O Game Boy e o Game Boy Color combinados venderam 118,69 milhões de unidades em todo o mundo, tornando-se o quarto console mais vendido de todos os tempos. Seus jogos mais vendidos são Pokémon Gold e Silver, que venderam 23 milhões de unidades em todo o mundo.

## História
O Game Boy Color foi uma resposta à pressão das desenvolvedoras de jogos por um sistema de jogo novo e mais sofisticado, já que elas sentiam que o Game Boy, mesmo em sua última versão, o Game Boy Pocket, era insuficiente. O produto resultante era reversamente compatível, o primeiro portátil capaz de fazer isto, expandindo a grande biblioteca de jogos e se instalando na base do seu predecessor. Isto se tornou um elemento chave na linha Game Boy, pois permitia que cada lançamento em sua família tivesse à disposição uma biblioteca significantemente maior do que a de seus competidores desde o começo.

## Especificações
O processador, similar ao Z80, feito pela Sharp com algumas instruções (de manipulação de bits) a mais, possuía uma taxa de frequência de aproximadamente 8 MHz, duas vezes mais rápido do que o do primeiro Game Boy. O Game Boy Color também contava com quatro vezes mais memória do que o original (32 kilobytes de RAM de sistema, e 16 kilobytes de RAM de vídeo). A resolução de vídeo era a mesma que a de seu predecessor, isto é, 160 por 144 píxeis.
O Game Boy Color apresentava também uma porta de comunicações por infravermelho para conexão sem fio. O recurso era suportado apenas em alguns jogos, e o infravermelho foi posteriormente descartado no Game Boy Advance e nos seus próximos lançamentos. O console era capaz de exibir até 56 cores diferentes simultaneamente a partir de sua paleta de 32.768 cores, e podia adicionar sombreamento básico de quatro cores a jogos que haviam sido desenvolvidos para o primeiro Game Boy. Ele podia também dar aos sprites e fundos cores separadas, para um total de mais de quatro cores. Isto, porém, resultava em artefatos gráficos em certas ocasiões. Por exemplo, às vezes um sprite não conseguiria se camuflar com o fundo por ter sido colorido separadamente, tornando-o facilmente visível.

### Cartuchos
Jogos criados especificamente para o Game Boy Color eram mantidos em cartuchos de cor limpa. Eles não são compatíveis com o Nintendo DS. Jogos projetados para o Game Boy Color, mas que também incluem compatibilidade reversa com o antigo Game Boy, possuem um design similar aos cartuchos cinza para Game Boy, mas são de cor preta para identificação. Os lançamentos europeu e norte-americano de Pokémon Yellow e Pokémon Gold/Silver apresentam cartuchos de cor diferenciada, embora eles sejam tecnicamente idênticos aos cartuchos pretos.

### Paletas de cor usadas para os jogos do Game Boy original
Ao jogar um jogo do Game Boy original em um sistema sucessor, o usuário pode escolher qual paleta de cores é usada. Isto é feito pressionando certas combinações de botões, como A ou B (ou nenhum destes) e uma tecla direcional enquanto o logotipo do Game Boy é exibido na tela.
| Botão direcional | Botão de ação | Botão de ação | Botão de ação   |
| Botão direcional | Nenhum        | A             | B               |
| ---------------- | ------------- | ------------- | --------------- |
| Para cima        | Marrom        | Vermelho      | Marrom escuro   |
| Para baixo       | Bege          | Laranja       | Amarelo         |
| Esquerda         | Azul          | Azul escuro   | Escala de cinza |
| Direita          | Verde         | Verde escuro  | Invertido       |

Cada paleta contém até 10 cores. Na maioria dos jogos, as quatro sombras exibidas no primeiro Game Boy seriam traduzidas em diferentes subconjuntos desta paleta de 10 cores, como exibindo sprites móveis em um subconjunto e cenários em um outro. A escala de cinza (esquerda + B) produz uma aparência essencialmente idêntica a tida com o Game Boy original.
Adicionalmente, 93 jogos para Game Boy publicados pela Nintendo possuem uma paleta especial ativada quando nenhum botão é pressionado. Qualquer jogo que não possuir uma paleta especial irá, por padrão, exibir a paleta verde escura (direita + A). Jogos notáveis que possuem paletas predefinidas são Metroid II: Return of Samus, Kirby's Dream Land 2, Super Mario Land, Tetris, e a série Wario Land. As paletas padrão são armazenadas em um banco de dados dentro da ROM de boot interna no Game Boy Color, e não no cartucho.
Títulos para Super Game Boy também funcionam. Apesar da compatibilidade com títulos para Super Game Boy, o Game Boy Color não reconhece a coloração em títulos para Super Game Boy que possuem um sistema gráfico próprio.

### Estilos do Game Boy Color

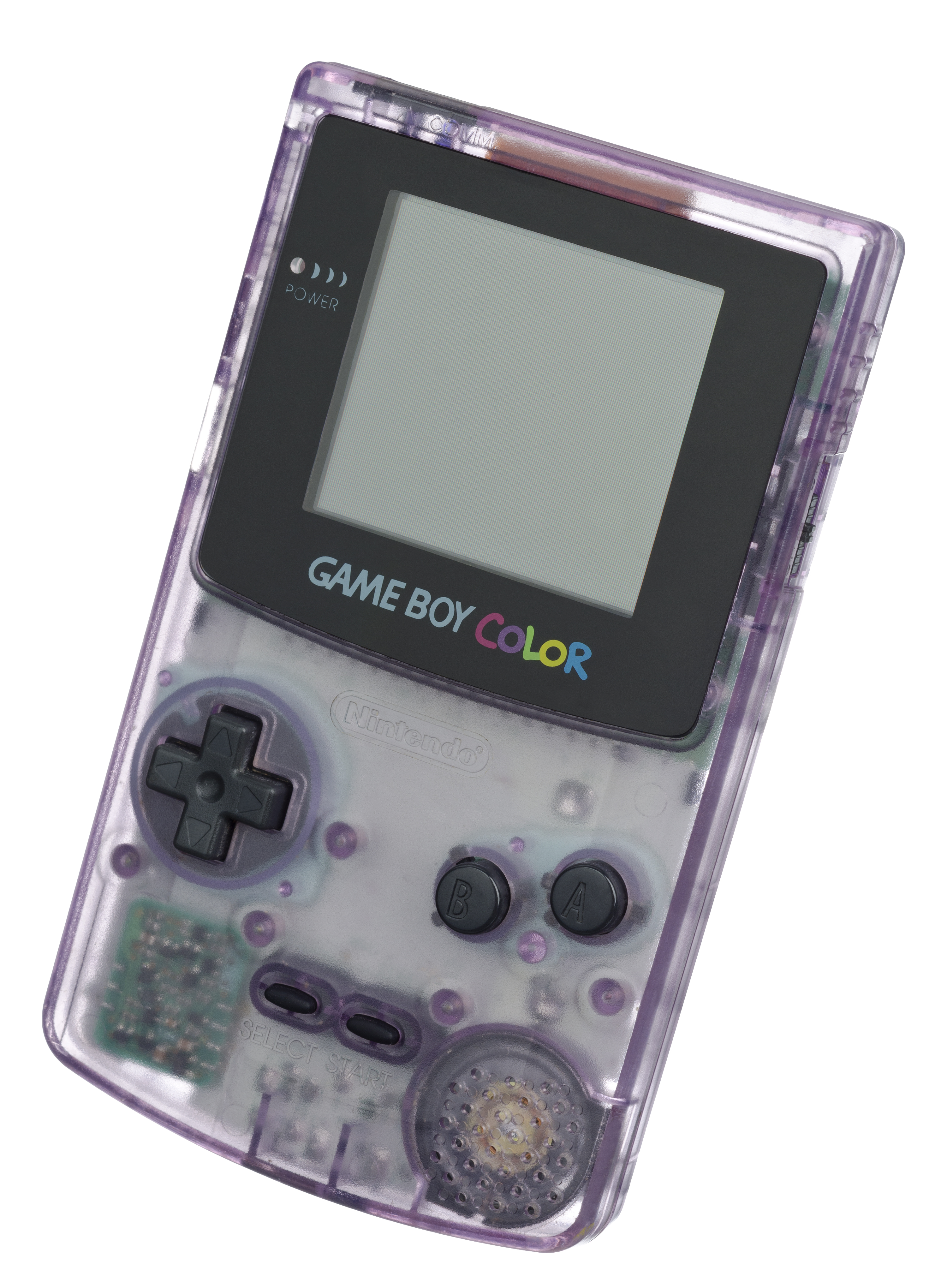
Game Boy Color na cor "atomic purple".

O logotipo do Game Boy Color exibia a palavra "Color" nas cinco cores originais na qual a unidade era fabricada. Elas eram:
- Berry;
- Grape;
- Kiwi;
- Dandelion;
- Teal.

Outra cor lançada também foi o "atomic purple", que consistia em um plástico roxo transparente que também foi usado no controle para Nintendo 64 desta cor.
Outras cores foram vendidas como edições limitadas ou apenas em países específicos. Estas foram:
- Dourado/prateado (edição Pokémon Gold/Silver);
- Dourado/prateado com textura metálica, um Pikachu e um Pichu ao redor da tela. A bochecha de Pikachu acendia em vez da luz tradicional que indicava que o aparelho estava ligado (edição Pichu/Pikachu);
- Frente amarela, parte de trás azul, botão A vermelho, botão B verde e uma seta azul. Uma Pokébola substitui a luz indicadora de força. Possui um logotipo de Pokémon acima dos botões "start" e "select". Com imagens de Pikachu, Togepi e Jigglypuff ao redor da tela (edição Pokémon);
- Amarelo ou vermelho com um botão laranja, um botão verde e uma seta azul clara decorada com vários Pokémons (edição Pokémon Center, Japão);
- Rosa claro com a cabeça de Hello Kitty no centro (edição Hello Kitty, Japão);
- Limpo (Japão);
- Todo preto;
- Todo verde (Japão);
- Azul marinho;
- Azul piscina;
- Todo laranja (Japão, produzido para a empresa turca Yedigün);
- Todo azul;
- Verde e amarelo (edição australiana).

## Jogos
O último jogo para Game Boy Color lançado no Japão que também era compatível com o Game Boy e o Super Game Boy foi From TV Animation – One Piece: Maboroshi no Grand Line Boukenhen! (julho de 2002). Isto deu ao primeiro Game Boy (1989-2002) um dos maiores tempos de suporte de qualquer console, derrotado apenas pelo Atari 2600 (1977-1992) e o Neo-Geo AES/MVS (1990-2004). Seu tempo de suporte na América do Norte foi menor, pois o último compatível do Game Boy e do Super Game Boy a ser lançado foi Dragon Warrior Monsters 2 (setembro de 2001). O último jogo exclusivo ao Game Boy Color a ser lançado na América do Norte, porém, foi Harry Potter and the Chamber of Secrets. Embora tenha sido lançado em diferentes consoles, o Game Boy Color tinha uma versão exclusiva.
Com o lançamento do Nintendo 3DS, a Nintendo anunciou que o serviço Virtual Console estará disponível para o 3DS e permitirá que jogadores joguem os títulos para o Game Boy e o Game Boy Color, como The Legend of Zelda: Link's Awakening DX.

## Vendas
Combinados, o Game Boy e o Game Boy Color venderam um total de 118,69 milhões de unidades mundialmente, sendo que 32,47 milhões de unidades foram vendidas no Japão, 44,06 milhões nas Américas, e 42,16 milhões em outras regiões.